# Plamen Oresjarski
Plamen Vasilev Oresjarski (bulgariska: Пламен Василев Орешарски), född 21 februari 1960 i Dupnitsa i Bulgarien, är en bulgarisk politiker som var Bulgariens premiärminister 2013–2014, med stöd av Bulgariska socialistpartiet (BSP) och Rörelsen för rättigheter och friheter. Han är politiskt obunden.
Oresjarski var finansminister 2005–2009 under socialisten Sergej Stanisjev och valdes år 2009 in i Nationalförsamlingen som obunden kandidat på BSP:s kandidatlista.